# Jungle Cubs
Jungle Cubs (Filhotes da Selva no Brasil) é um seriado da Disney baseado no filme The Jungle Book (Mogli - O Menino Lobo no Brasil e O Livro da Selva em Portugal) também da Disney. A música da Abertura desse seriado é uma versão em Hip-Hop da música Somente o Necessário cantada pelo urso Baloo no filme The Jungle Book.

## Personagens
- Baloo, o urso.
- Baguera, a pantera.
- Louie, um orangotango.
- Kaa, uma cobra.
- Shere Khan, o tigre.
- Hathi, o elefante.
- Cecil e Arthur, 2 abutres.

### Elenco de dublagem
- Versão brasileira, Delart
- Direção, Pádua Moreira

- - Thiago Fagundes e Daniel Ávila : Balu
  - Dudu Fevereiro : Kaa